# José Ignacio Llano Uribe
José Ignacio Llano Uribe (Colombia, Siglo XX) es un abogado y político colombiano, quien se desempeñó como Gobernador del Departamento de Arauca.

## Biografía
Estudió Derecho en la Universidad de Caldas, misma de la cual posee una especialización en Derecho Administrativo.
En el campo público se desempeñó como el último director del Instituto Nacional de Pesca y Acuicultura y como agente liquidador de la EPS de Caldas. En julio de 2003 fue designado Gobernador Encargado de Arauca por el presidente Álvaro Uribe Vélez, tras que el Consejo de Estado anulara la designación de Óscar Garrid Muñoz López en el cargo.Ocupó el cargo hasta el 31 de diciembre del mismo año, cuando asumió el poder el gobernador elegido por votación popular, Julio Enrique Acosta Bernal.